# Новые Кицканы
Новые Кицканы (рум. Chiţcanii Noi, Кицканий Ной) — село в Теленештском районе Молдавии. Наряду с селом Старые Кицканы входит в состав коммуны Старые Кицканы.

## География
Село расположено на высоте 45 метров над уровнем моря.

## Население
По данным переписи населения 2004 года, в селе Кицканий Ной проживает 350 человек (172 мужчины, 178 женщин).
Этнический состав села:
| Национальность | Число жителей | Процентный состав |
| -------------- | ------------- | ----------------- |
| молдаване      | 320           | 91.43             |
| украинцы       | 29            | 8.29              |
| русские        | 1             | 0.29              |
| Всего          | 350           | 100%              |